# Iglesia de Nuestra Señora de los Desamparados (Vitoria)
La iglesia de Nuestra Señora de los Desamparados (advocación completa, Nuestra Señora Madre de los Desamparados) es un templo parroquial católico de la ciudad de Vitoria, (Álava, País Vasco, España). Se trata de una construcción moderna, parte de cuyo mobiliario interior procede de la derruida iglesia del pueblo alavés de Galarreta.

## Historia
La parroquia está emplazada en la zona de Desamparadas, cuya titulación primitiva data del año 1876, en que se llamaba Avenida de las Desamparadas, nombre que se ve también en el nomenclátor de Vitoria de los años 1881 y 1887.
El 20 de noviembre de 1879 fue construido a sus expensas por Ambrosia de Olavide, que fue su directora y fundadora, ayudadoa por Felicia Olave como bienhechora, y por Bartolomé Leceta, su consejero y director espiritual. Clemente Olave fue el que donó la imagen de la Virgen Madre de los Desamparados.
Cuando Ambrosia ingresó en el Instituto de Oblatas pronto, fue constituida Superiora de este Convento, que reformó y amplió en 1898, destinando su iglesia al culto público, la cual sirvió de templo inicial. Las religiosas de este convento eran conocidas por ‘Ambrosias’ debido al nombre de su fundadora, o por ‘Desamparadas’ cuyo apelativo se dio luego a toda la zona, porque la capilla estaba dedicada a la Santísima Virgen de los Desamparados, patrona de Valencia.
En virtud de una cláusula fundacional de la constitución del convento, exigía que al desaparecer este, se perpetuara en su templo el culto a la Santísima Virgen Madre de los Desamparados. Se acordó también el traslado del Convento-Asilo a las proximidades del Alto Armentia en las afueras de la Ciudad, permitiendo con ello enajenar y urbanizar la referida finca para la construcción de viviendas y de la nueva parroquia.
La capilla del convento fue la primera sede parroquial, pero era tan reducida que cabían de pie justamente doscientas cincuenta personas.
La parroquia se empezó a levantar en 1961 en el solar que ocupaba la capilla del desaparecido Convento de las Oblatas.

## Descripción
Presenta planta rectangular, con dos capillas-naves a ambos lados de la nave principal, a modo de amplio transepto. La techumbre, tanto de la nave principal como de las naves adyacentes, de inferior altura, es de tarima de madera. Dos cristaleras, corridas, sobre la nave y las capillas dan abundante luz directa. Esta disposición genera un volumen interior limpio, monótono, delimitado por aristas y de gran capacidad. El presbiterio se alza sobre un amplio zócalo a gran altura sobre el plano general de la iglesia.

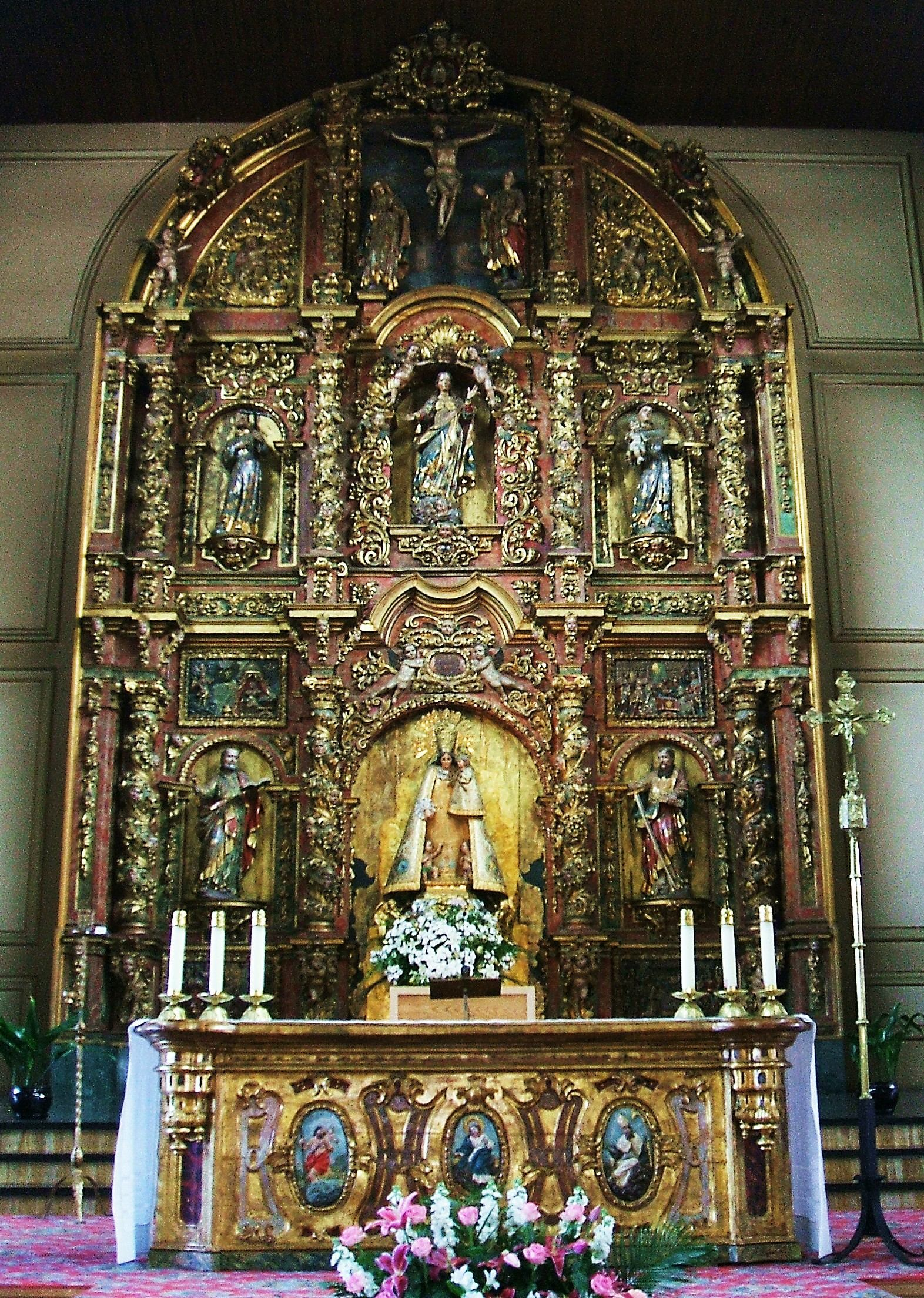
Retablo Mayor barroco del s-XVIII, procedente de la iglesia de Galarreta

El retablo mayor es un gran conjunto de estilo barroco-rococó procedente de la arruinada iglesia de Nuestra Señora de la Asunción de Galarreta. Consta documentalmente su realización por el artista José López de Frías a partir de 1734. Deficientemente dorado y policromado (en 1754, por el pintor vitoriano José de Aguirre), consta de banco, dos cuerpos y remate semicircular dispuestos en tres calles, delimitadas por columnas-estípites salomónicas y envueltas en parras. Los espacios y hornacinas que acogen las imágenes se ven rodeados por abundante decoración basada en follaje carnoso desnaturalizado, mascarones, carátulas y otros motivos barrocos. El banco o predela incluye dos relieves, a la izquierda el de la Adoración de los Reyes, y a derecha el del Nacimiento de Cristo. En el primer cuerpo se sitúan las tallas de bulto redondo de San Pedro, San Pablo y, en el centro, la Virgen de los Desamparados con el Niño. En el segundo cuerpo aparecen la Virgen, de nuevo, en la calle central, y a sus lados San Antonio de Padua y un santo franciscano. En el cuerpo superior o remate, la escena central del Calvario.
El Sagrario, expuesto exento en la capilla-nave del lado del Evangelio (norte), es obra anterior, del siglo XVII, y su estilo responde a un barroco clasicista. La mazonería, adecuadamente dorada y estofada, consta de tres cuerpos de anchura descendente y con desarrollo semicircular. En el primer cuerpo, entre seis columnas acanaladas con capiteles corintios, está la imagen de Cristo con la bola del mundo en su mano izquierda y la derecha levantada, en actitud de sostener un guion, que le falta. A sus lados, imágenes de San Pedro y San Pablo. En la parte superior, entablamientos clásicos con cornisas denticuladas. El segundo cuerpo presenta cuatro columnas de las mismas características que las del primero y tercero. La calle central carece de imagen y las laterales cobijan las de San Juan Evangelista y San Lucas. El tercer cuerpo presenta las imágenes de San Juan Bautista, San Mateo y otro apóstol que pudiera ser San Marcos.
Existen dos retablos laterales de menor tamaño, procedentes asimismo de la parroquia de Galarreta y confeccionados en un estilo muy similar. Uno corresponde a San José y el otro a Nuestra Señora del Rosario.

## Galería de imágenes

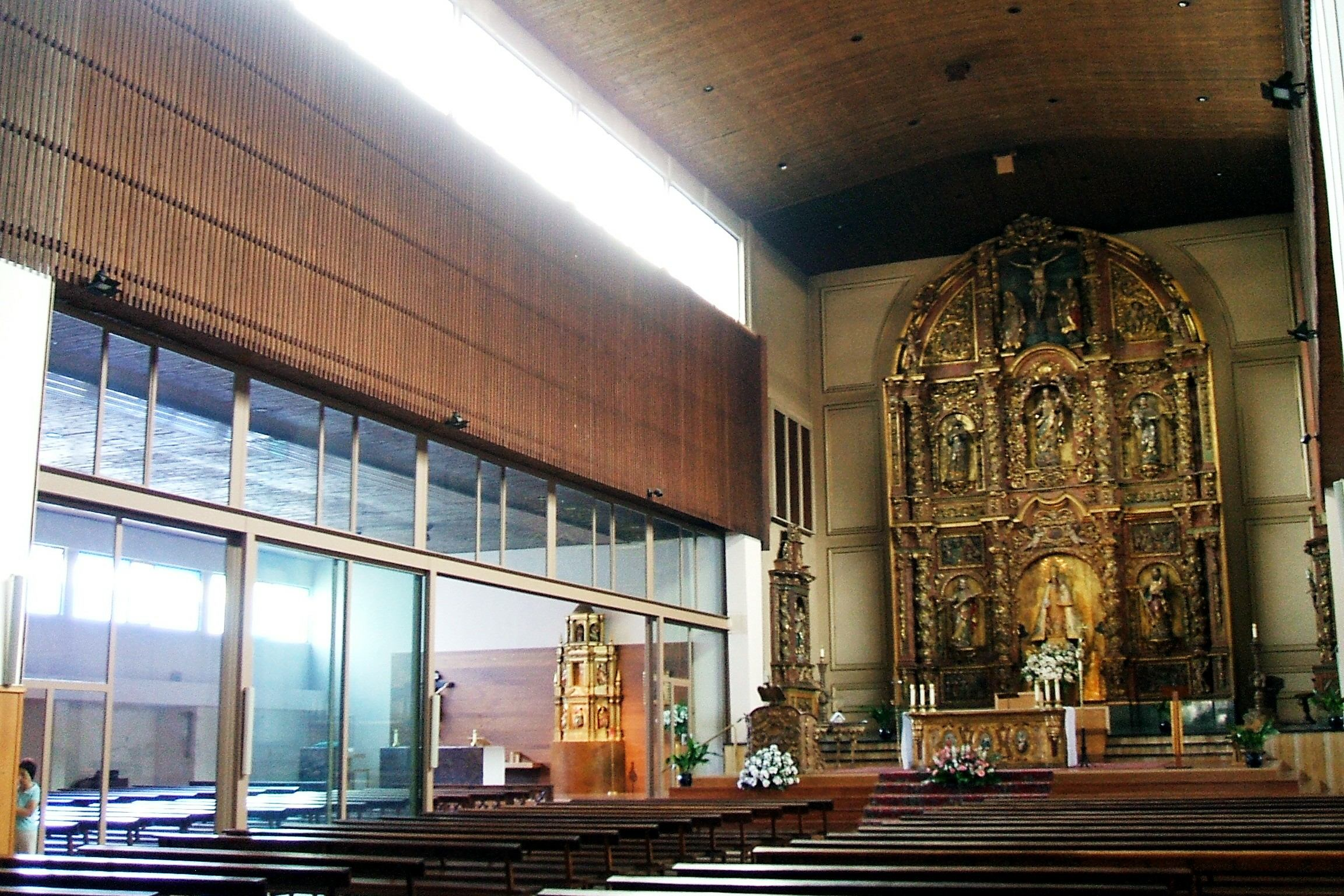
Nave principal y nave-capilla norte
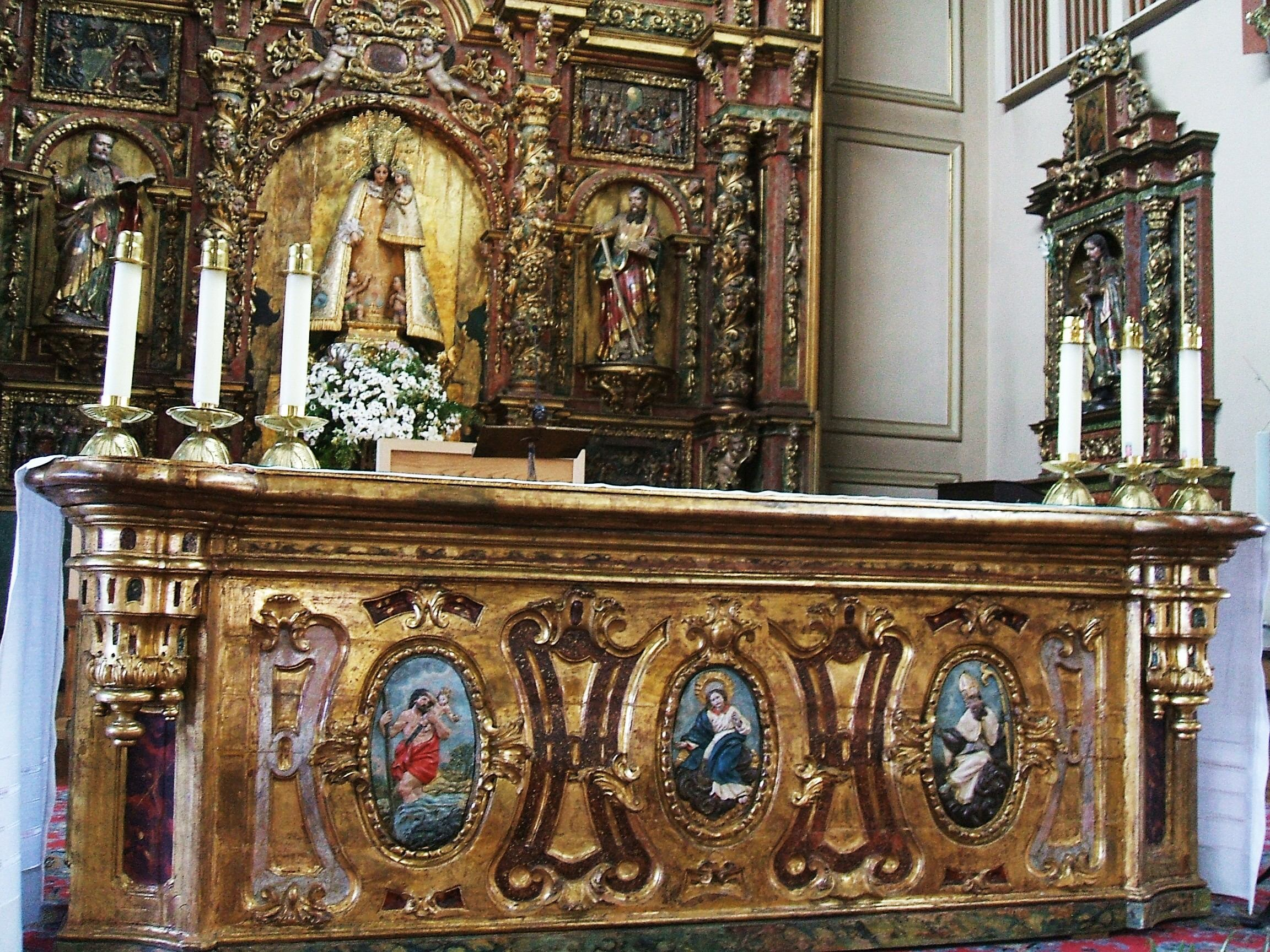
Altar mayor
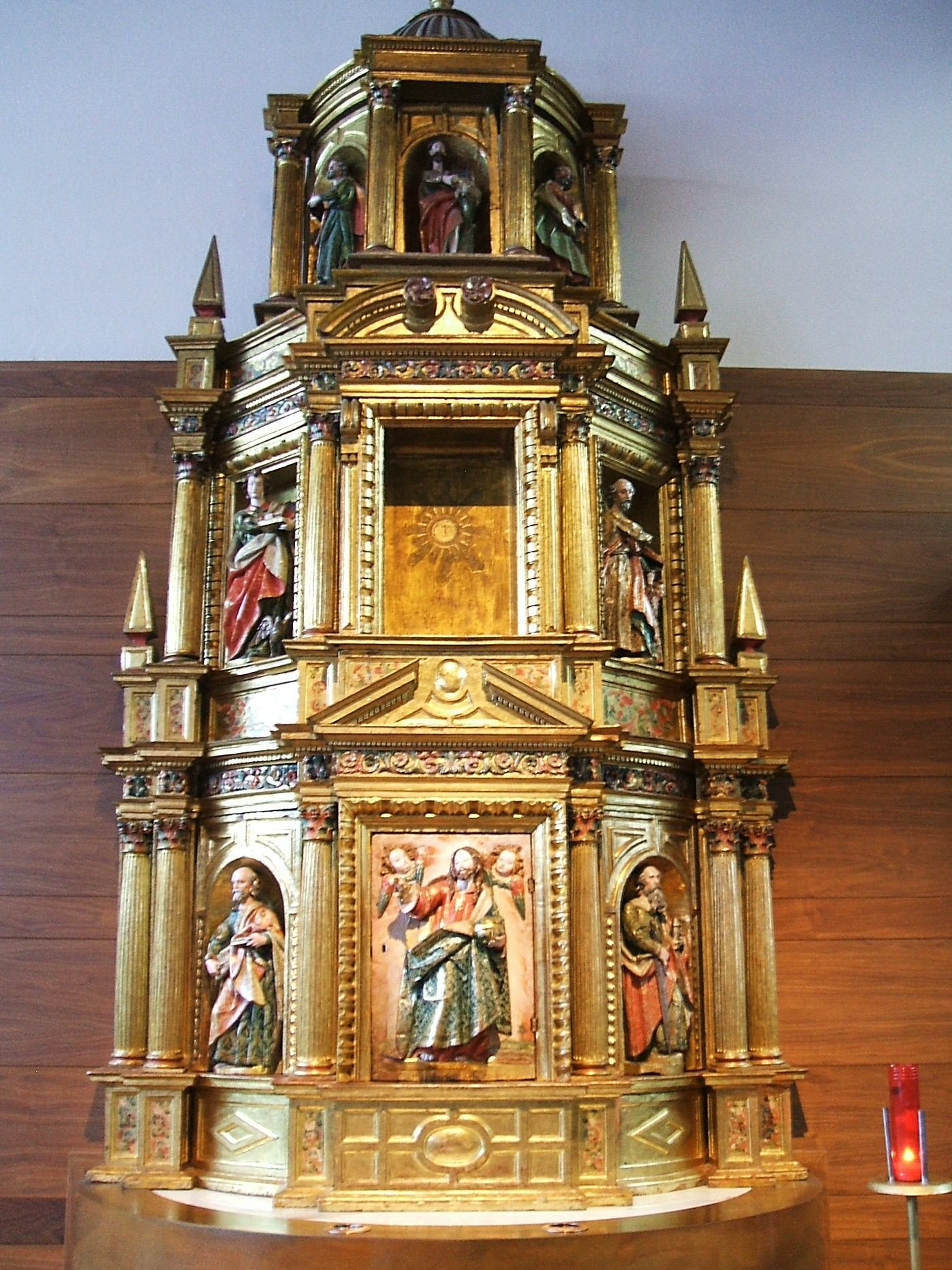
Sagrario
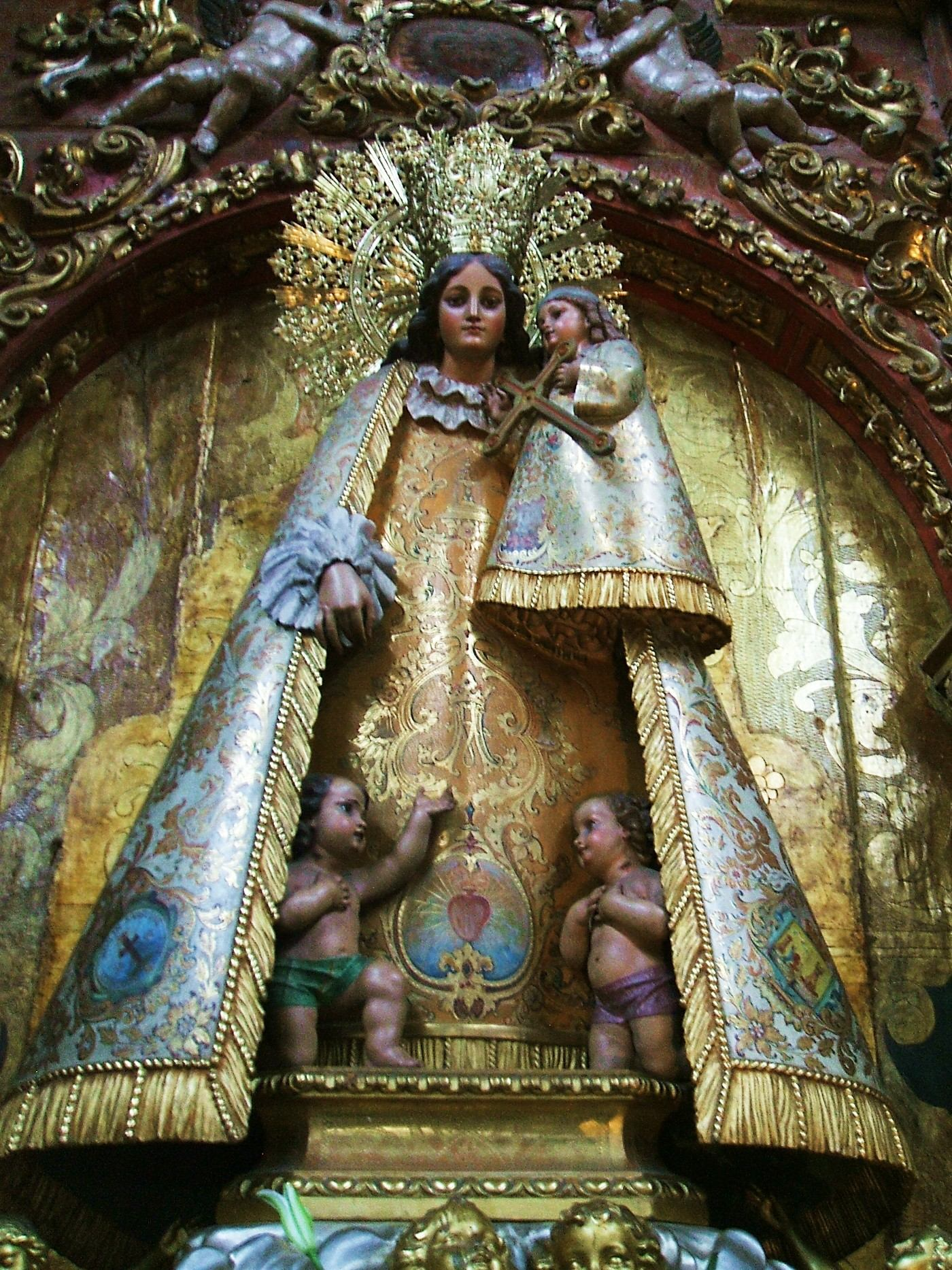
N. S. de los Desamparados
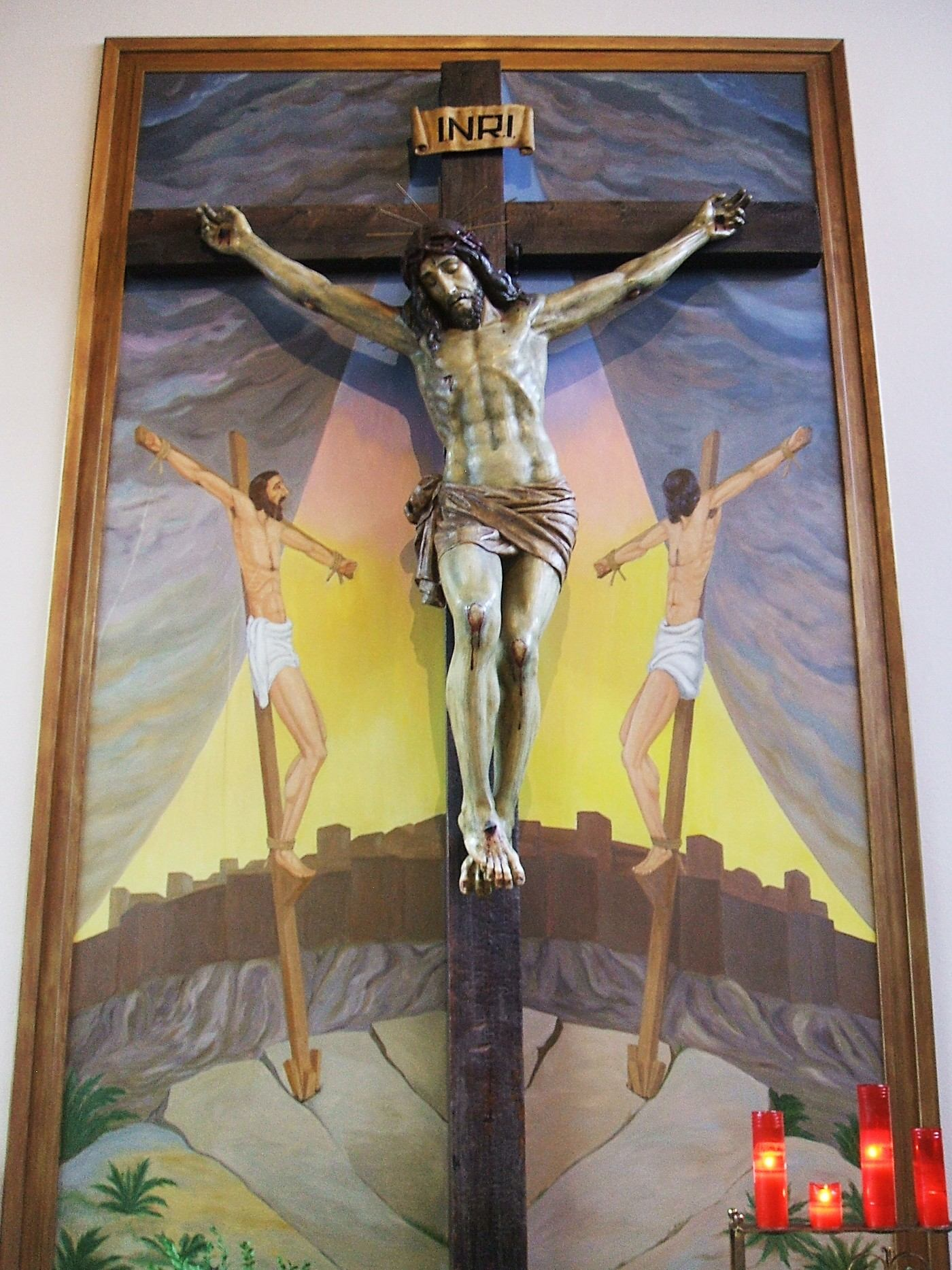
Cristo Crucificado